# Paul Desjardins

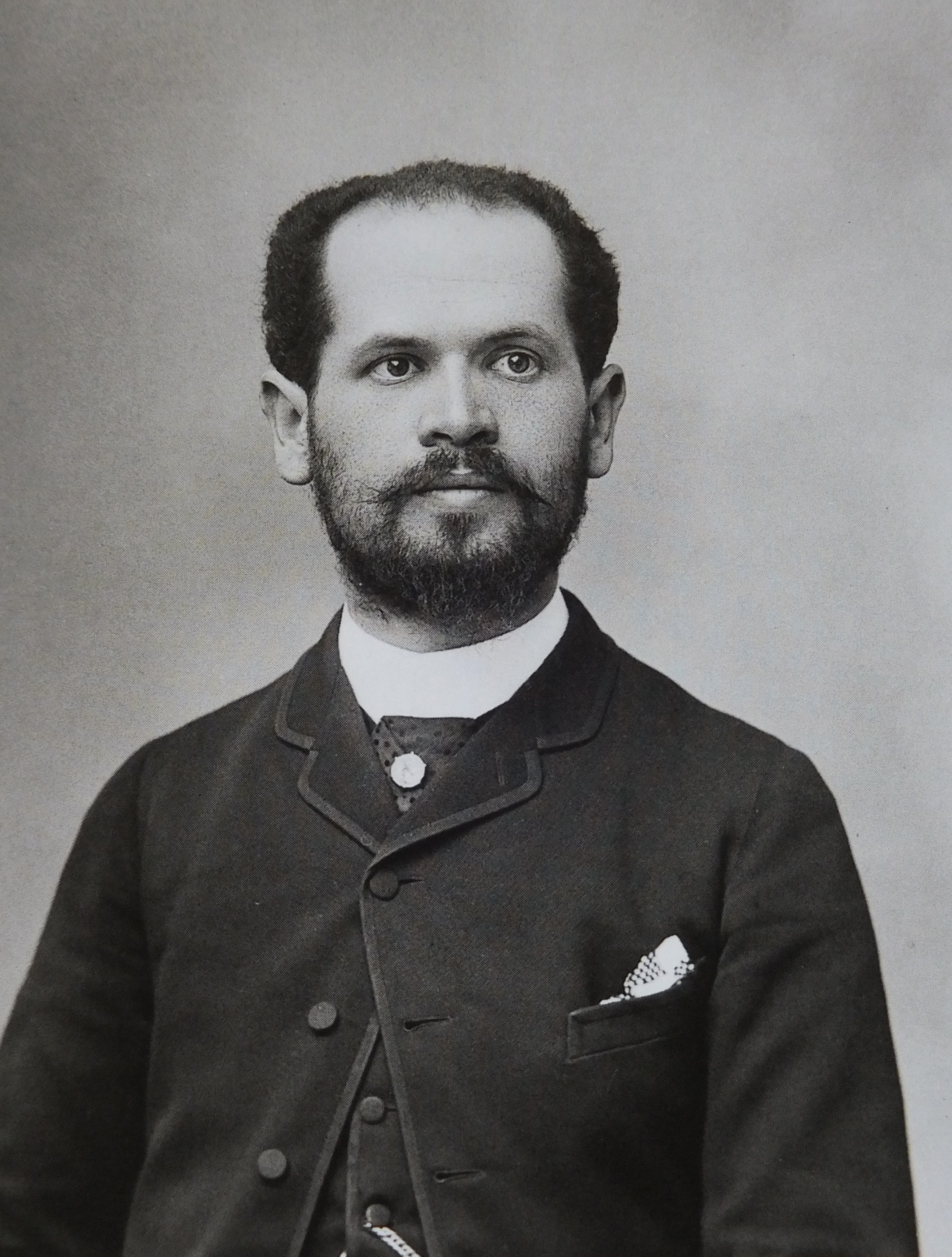
Paul Desjardins

Paul Desjardins (* 22. November 1859 in Paris als Louis Paul Abel Desjardins; † 13. März 1940 in Pontigny) war ein französischer Philosoph und Schriftsteller.

## Leben
1892 gründete er die Union pour l’action morale, die ab 1906 Union pour la vérité genannt wurde, als ein Forum der Auseinandersetzung verschiedener philosophischer und schriftstellerischer Richtungen.

### Dekaden von Pontigny
Ab 1910 versammelte er in der Abbaye de Pontigny (einer säkularisierten früheren Abtei im nördlichen Burgund) mehrmals jährlich Schriftsteller, Philosophen und Künstler aller Länder. Bis zur letzten Sitzung am 5. September 1939 trafen sich hier vor allem Intellektuelle verschiedener Richtungen des französischen oder frankophilen Geisteslebens, um während der „Dekaden von Pontigny“, Treffen von etwa 10 Tagen, Fragen zur geistigen Situation zu diskutieren und gemeinsam „Philosophie zu leben“, wie Max Müller es nannte. Unter anderen nahmen hieran André Gide, Edmond Jaloux, Roger Martin du Gard, Jean Schlumberger, André Maurois, Andrée Viénot, Pierre Viénot, Jacques Rivière, François Mauriac, Paul Valéry, Charles Du Bos, André Malraux, Paul Claudel, Antoine de Saint-Exupéry, Jean-Paul Sartre, Simone de Beauvoir, T. S. Eliot, Thomas Mann, Heinrich Mann, Angelo Tasca (30er Jahre) und Ernst Robert Curtius teil.
Die Tradition der Dekaden von Pontigny wurde nach seinem Tod von seiner Tochter Anne Desjardins (1899–1977) fortgeführt, der Frau des Altertumswissenschaftlers Jacques Heurgon, zunächst in Royaumont (seit 1947), ab 1952 dann im Schloss von Cerisy-la-Salle (Département Manche), das sich weiterhin im Familienbesitz befand. Edith Heurgon und Catherine Peyrou, ihre Töchter, hielten bzw. halten unentwegt das Kulturzentrum Centre culturel international de Cerisy-la-Salle am Leben; Peyrou ist zwischenzeitlich, im November 2006, verstorben. Die Treffen heißen auch Colloques de Cerisy.

## Schriften
- Esquisses et impressions. Paris 1888
- Le devoir présent. Paris 1892[4]
  - Auszug: Die Pflicht der Stunde, in P. D., Hg. und Übers., Neues Werden in Frankreich. Zeugnisse führender Franzosen. Ernst Klett, Stuttgart 1938, S. 68–78
- Nicolas Poussin. Biographie critique. Librairie Laurens, Paris 1903
- Catholicisme et critique. Réflexions d’un profane sur l’affaire Loisy. Paris 1905

## Notizen
1. ↑  Vérité bezog sich auf die Wahrheit in der Dreyfus-Affäre, nämlich die Unschuld des Hauptmanns
2. ↑  Volltext, S. 283ff.
3. ↑  Der Teilnehmerkreis überschneidet sich nach 1920 partiell mit dem Salon der Aline Mayrisch in Cercle de Colpach
4. ↑  Edmond Demolins reagierte ausführlich darauf mit seinem Buch: Quel est le Devoir présent? - Réponse à M. Paul Desjardins.
5. ↑  Schilderung der Sitzung der «Union pour la Verité» am 21. Januar 1926 unter Vorsitz Desjardins’
6. ↑  darin detaillierte Vita Desjardins’ S. 46–49 mit Angaben seiner Weggefährten; sowie zur Union de la vérité S. 136–140

| Personendaten    | Personendaten                                    |
| ---------------- | ------------------------------------------------ |
| NAME             | Desjardins, Paul                                 |
| ALTERNATIVNAMEN  | Desjardins, Louis Paul Abel (vollständiger Name) |
| KURZBESCHREIBUNG | französischer Philosoph und Philologe            |
| GEBURTSDATUM     | 22. November 1859                                |
| GEBURTSORT       | Paris                                            |
| STERBEDATUM      | 13. März 1940                                    |
| STERBEORT        | Pontigny                                         |